# Transkribering av australiska språk

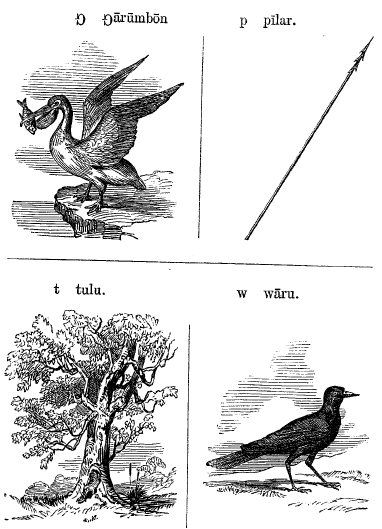
En sida ur en bok från 1856 som visar bokstäverna i det dåvarande alfabetet för språket gamilaraay. Lägg märke till användandet av eng (ŋ) och makron (¯).

Före européernas ankomst var de australiska språken uteslutande talade språk utan skrift. Det latinska alfabetet, som användes av kolonisatörerna, blev sålunda oundvikligen standard för transkription av de australiska språken, men detaljerna för hur språkljuden representeras har varierat genom åren och med olika transkriberare, vilket ibland har lett till att samma ord eller namn har fått flera olika stavningar.

## Tidig transkribering
Till en början skrevs de australiska språken enligt engelska stavningskonventioner — så som de lät i skribentens öron. Språkljud som var distinkta fonem i de australiska språken men inte i engelskan skrevs som en följd av detta identiskt, samtidigt som ljud som var allofoner i de transkriberade språken men fonem i engelska skrevs olika.
Av de engelska ord (och i viss mån även svenska, även om dessa ofta i sin tur har anpassats till svensk stavning) som har lånats från australiska språk använder de flesta dessa tidiga stavningar. Det kan därför ofta vara svårt att baserat på denna stavning veta exakt hur ordet uttalades på originalspråk.
| Språk           | Betydelse          | Tidiga stavningar                    | Modern stavning | Uttal (IPA) |
| --------------- | ------------------ | ------------------------------------ | --------------- | ----------- |
| guugu yimidhirr | (en sorts känguru) | kangooroo (1770) kanguru (1770)      | gangurru (1979) | [kaŋuɾu]    |
| gamilaraay      | "mark"             | taon (1856) doun (1856) dhoan (1903) | thawun (1993)   | [t̪aun]      |
| gamilaraay      | "honung"           | wuddul (1903)                        | warrul (1993)   | [waɾul]     |

Transkriberare med större språkvetenskapliga kunskaper använde sig ibland av symboler som ŋ eller ġ för /ŋ/, ñ för /ɲ/, makron (¯) eller cirkumflex för långa vokaler samt breve (˘) för korta vokaler, men dessa användes inkonsekvent.

## Modern, tillämpad ortografi
Dagens språkvetare som jobbar med australiska språk använder avsiktligt otvetydiga fonemiska ortografier, så att varje ord helst bara ska kunna skrivas på ett sätt, och varje skrivet ord bara ska kunna utläsas på ett sätt.
Vanligtvis, men inte alltid, används i tillämpade ortografier bara standardbokstäver ur det latinska alfabetet, vilket gör det nödvändigt att använda sig av digrafer för ljud som inte har någon standardbokstav. I vissa fall kan detta leda till tvetydigheter, till exempel när både fonemet /ŋ/ och konsonantklustret /ng/ båda skulle kunna skrivas som ng. Detta undviks vanligen genom att skriva klustret n.g (genom att infoga en punkt), eller nk.

### Vokaler och halvvokaler
De flesta australiska språk har bara tre fonemiska vokaler, som skrivs i, a och u. Inte heller när dessa låter om e eller o skrivs de e eller o — till exempel uttalas martuthunira-ordet wirrirri "låga" ungefär wereri [weɾeɾɪ]. Långa vokaler skrivs med dubbla bokstäver, alltså ii för /iː/, aa för /aː/ och uu för /uː/.
Halvvokalerna w och y uttalas vanligen som på engelska — y således som svenska j, [j]. I vissa språk uttalas inte alltid w bredvid u och y bredvid i, men av olika anledningar har vissa språkvetare valt att ändå skriva ut dem, så att till exempel gamilaraay-ordet yinarr "kvinna" normalt uttalas inarr [inar].
Ett fåtal språk har även en dental halvvokal, som skrivs yh (se artikulationsställen nedan).

### R-ljud
De allra flesta av de australiska språken har två r-ljud: en retroflex approximant, som i amerikansk engelska, som skrivs r; och en tremulant eller flapp, som skrivs rr. I de språk som bara har ett r-ljud skrivs det helt enkelt r.

### Artikulationsställen
De bilabiala, velara och retroflexa konsonanterna skrivs vanligtvis likadant som på svenska, det vill säga p /p/, b /b/, m /m/, k /k/, g /ɡ/, ng /ŋ/, rt /ʈ/, rd /ɖ/, rn /ɳ/, rl /ɭ/. Ng skrivs i vissa språk med bokstaven ŋ, eng, som även återfinns i vissa samiska ortografier.
De alveolara konsonanterna skrivs i allmänhet som de svenska koronalerna, t /t/, d /d/, n /n/, l /l/. I svenskan är dessa dock normalt dentala. Dentala konsonanter utgör i australiska språk en egen, från den alveolara fonemiskt skild konsonantserie, som skrivs som digrafer. Dessa inleds med motsvarande alveolara konsonant och följs av h: th /t̪/, dh /d̪/, nh /n̪/, lh /l̪/. Notera att th inte är en frikativa som i engelska, utan en klusil, som ett vanligt svenskt t.
Även de palatala konsonanterna skrivs som digrafer, med j efter den alveolara motsvarigheten, således tj /c/, dj /ɟ/, nj /ɲ/, lj /ʎ/. Ibland används bara j istället för dj, och ny istället för nj.
Några australiska språk har palato-velara konsonanter, som artikuleras mellan de velara och de palatala. Ortografin för yanyuwa använder för dessa yk /ɡ̟/, nyk /ⁿɡ̟/ (en prenasaliserad klusil — se prenasalisering nedan), nyng /ŋ̟/.

### Tonande och tonlösa klusiler
Många australiska språk skiljer inte fonemiskt på tonande och tonlösa klusiler, så att till exempel t och d bara är varianter av samma språkljud. Både den tonande och den tonlösa allofonen skrivs oftast likadant, men huruvida bokstaven för den tonande eller den tonlösa konsonanten används beror (oftast) på vilken allofon som är vanligast i språket i fråga. För vissa språk har de tonande symbolerna använts av en lingvist och de tonlösa av en annan. Vidare har vissa lingvister valt att använde de tonlösa symbolerna för vissa konsonanter, och de tonande för andra.

### Prenasalisering
Några språk har prenasaliserade konsonanter, klusiler som föregås av en nasal på samma artikulationsställe, och tillsammans anses vara ett fonem. På yanyuwa skrivs dessa mb /ⁿb/, ngk /ⁿɡ/, nj /ⁿɟ/, nth /ⁿd̪/, nd /ⁿd/, rnd /ⁿɖ/.

## Fotnoter
1. 1 2  James Cook: journal.
2. ↑  John B. Haviland: Guugu Yimidhirr Sketch Grammar
3. ↑  William Ridley: gurre kamilaroi
4. ↑  William Ridley: On the Kamilaroi Tribe of Australians and Their Dialect
5. 1 2  R.H. Mathews: Languages of the Kamilaroi and Other Aboriginal Tribes of New South Wales
6. 1 2  Peter Austin: A Reference Dictionary of Gamilaraay, northern New South Wales